# Курган Чука
Чука је стара хумка у општини Сомбор, у близини Станишића. Један део њеног материјала, отприлике половину, однели су мештани као грађевински материјал. По том пресеку хумка је јединствена, јер омогућава да се види њен цео профил, са слојевима наношења, па се може створити слика о начину њеног подизања. Хумка, то јест оно што је остало од ње и данас има око 3,5 m висине, а сигурно је да је она била нешто виша у својој оригиналној форми. И овако, видик са ње је савршено добар, јер се налази на највишој тачки околине (117 m), на обали старог меандра једне од притока реке Мостонге.

## Историја
Древним народима је близина воде била од стратешке важности: за риболов, за појење стоке, за купање коња, за могућност повлачења од јачег непријатеља. "Чука" је данас на сувом, али само јер је околина исушена мелиорационим каналима. Некада су овде били ритови и плавна подручја, а и данас је подземна вода високо, што се види у коповима циглане у Станишићу.
Иако је изгубила од свог некадашњег сјаја, ова хумка и даље представља најбољу тачку осматрања околине. У непосредној близини, око километар јужније налазе се још две хумке, без назива, а у самој близини Станишића била је и једна мања, која се звала "Турска глава" (мађ. Török halom). Ова хумка је уништена, па су је каснији картографи помешали са Чуком, и на мапама понекад поред ње стоји "Турска гора". Према локалном предању, овде је био сахрањен турски војсковођа из аустро-турских ратова. Усмена предаја каже, да је почетком 1920. године у Станишић дошла група археолога, турака, који су дошли по посмртне остатке високог официра који је био сахрањен у околини села. Наводно, они су знали тачно где се гроб налази, откопали војсковођу и однели га у Турску. Међутим, никакав преживели запис не потврђује истинитост ове предаје.
Према другој причи, већи брежујак надомак села, "Чуку" направили су турски војници приликом пута у освајање Беча. Они су, како легенда каже, у својим капама и чизмама наносили земљу како би створили ово
узвишење. Са њега је хоџа водио молитву или им је војсковођа држао говор. Честа је прича и о гробу јунака, најчешће турског. Прича и легенди је много, а брдо полако нестаје, еродира, и са њим ће нестати све ове приче и легенде. Најлепша и најинтересантнија од свих, а за коју сигурно знамо да није истинита јесте да је ту Краљевић Марко, уморан од путовања и авантура, сео да се одмори и отресао блато са својих опанака и тако је брдо настало.
Необична узвишења у Станишићком атару привукла су пажњу и археолога и тако је још 1902. године по налогу Историјског друштва Бачкободрошке жупаније (мађ. Bács-Bodrog Vármegyei Történelmi Társulat) прекопана мања хумка, ближе селу. Радовима је руководио Беке Имре. На разочарење истраживача у унутрашњости брда није ништа нађено. Ипак, значајно је да су констатовали да је брдашце настало вештачким путем – наношењем земље. Редигер Лајош, други члан екипе истраживача је проценио да је брдо настало у II-III. веку н. е. Према томе, могућа је веза са сарматима, чије гробове често изврће плуг у овом крају (на пример током 2010. године откривен је сарматски гроб у башти која је готово у центру села).

## Стање и перспективе
Хумка "Чука" не ужива заштиту државе, и нема статус археолошког налазишта или споменика културе. Оно што од ње и даље стоји, сачувано је само добрим приступом мештана.

## Порекло назива
Порекло имена није познато, али је логично претпоставити да се хумку употребљава израз који у српском језику значи врх, и који се користи у називима неких наших планина (на пример "Велика чука" врх Гледићких планина у Шумадији или "Јеленова чука" на планини код Мајданпека). У овој равници, са њеним изгледом и висином ова хумка се заиста издиже готово у виду мини планине – као врх чуке.

## Галерија
| - Потрага за хумком није лака у непрегледној равници - Поглед из даљине - Поглед са ископане стране - Поглед са стране коју је нарушила ерозија - Поглед са крова хумке - На врху налази се камен непознатог порекла |